# Bibliothèque (Pseudo-Apollodore)
Pour les articles homonymes, voir Bibliothèque (homonymie).
 (mars 2019).
Si vous disposez d'ouvrages ou d'articles de référence ou si vous connaissez des sites web de qualité traitant du thème abordé ici, merci de compléter l'article en donnant les références utiles à sa vérifiabilité et en les liant à la section « Notes et références ».
La Bibliothèque (en grec ancien Βιβλιοθήκη / Bibliothēkē), également connue sous le nom de Bibliothèque d'Apollodore, est une compilation de mythes grecs, composée aux alentours du IIe siècle. L'auteur, qui est inconnu, est communément appelé Apollodore ou Pseudo-Apollodore.

## Composition et résumé

### Livre I
Le Livre I de la Bibliothèque se divise en deux parties :
- l'origine des dieux (1.1–6.3) ;
- l'origine des hommes et la lignée de Deucalion (7.1–9.28).

### Livre II
À partir du Livre II de la Bibliothèque, Apollodore traite de la lignée d'Inachos (II.1.1–III.9.2). Il commence par décrire la branche qui s'étend de Bélos jusqu'aux Héraclides (l'objet de ce second livre) et synthétise tous les mythes s'y rattachant, à savoir : le mythe des Danaïdes (1.4–1.5), les mythes concernant les jumeaux Acrisios et Proétos (2.1–2.2), le mythe de Bellérophon (3.1–3.2), le mythe de Persée (4.1–4.4), les mythes se rapportant aux descendants de Persée (4.5–4.7), ainsi que les mythes entourant la légende d'Héraclès (4.8–7.7) et de sa descendance, les Héraclides (7.8–8.5).

### Livre III
Au Livre III de la Bibliothèque, Apollodore poursuit son examen de la lignée d'Inachos et s'attache à la branche du frère de Bélos, Agénor (1.1–7.7). Dans cette branche, deux enfants d'Agénor sont mis à l'honneur : Europe (1.2–3.2) et Cadmos (4.1–7.7). L'évocation de Cadmos et de sa lignée est l'occasion pour l'auteur d'évoquer les mythes appartenant à l'histoire de la ville de Thèbes, dont les plus connus sont le mythe d'Œdipe (5.7–5.9), la guerre des Sept Chefs (6.1–6.8) et les Épigones (7.2–7.4).
Apollodore conclut son exposé de la lignée d'Inachos avec la branche de Pélasgos (8.1–9.2).
Après Inachos, l'auteur s'attache à la lignée d'Atlas (10.1–12.6.3).
Puis, il s'intéresse à celle d'Asopos (12.6.4–13.8) avant de traiter les rois légendaires d'Athènes (14.1–16.2). Le livre III s'interrompt au mythe de Thésée.

### Épitomé
L'Épitomé (condensé d'un écrit ancien) se divise en 3 parties : 
- la suite du récit des rois légendaires d'Athènes (E1) ;
- la lignée de Pélops (E2) ;
- et le cycle troyen (E3–E7).

## Traductions en français
- Les Trois Livres de la Bibliothèque d'Apollodore, ou de l'Origine des dieus  (trad. Jean Passerat), Paris, Gesselin, 1605 (BNF 30023694)
- Bibliothèque d'Apollodore l'Athénien  (trad. Étienne Clavier), Paris, Delance et Lesueur, 1805 (BNF 30023695, lire en ligne)
- La Bibliothèque d'Apollodore  (trad. Jean-Claude Carrière et Bertrand Massonie), PUFC/Les Belles Lettres, 1991, 314 p. (ISBN 978-2-251-60443-5, lire en ligne)
- La Bibliothèque d'Apollodore d'Athènes  (trad. Ugo Bratelli), 2001, 2002, 2004 (lire en ligne)
- La Bibliothèque : Un manuel antique de mythologie  (trad. Paul Schubert (dir.)), L'Aire, 2003, 280 p. (ISBN 978-2-88108-670-0)